# Nehrovo, Irșava
Nehrovo (în ucraineană Негрово) este o comună în raionul Irșava, regiunea Transcarpatia, Ucraina, formată numai din satul de reședință.

## Demografie
Componența lingvistică a comunei Nehrovo
     Ucraineană (99,73%)
     Alte limbi (0,27%)
Conform recensământului din 2001, majoritatea populației comunei Nehrovo era vorbitoare de ucraineană (99,73%), existând în minoritate și vorbitori de alte limbi.